# Acrocephalus sorghophilus
El carricerín estriado (Acrocephalus sorghophilus) es una especie de ave paseriforme de la familia Acrocephalidae propia del Extremo oriente.

## Distribución geográfica yhábitat
El carricerín estriado es un pájaro migratorio que cría en el noreste de China y el sudeste de Rusia, y pasa el invierno en Filipinas, pasando por Taiwán. Su hábitat natural son los pantanos y los herbazales húmedos, aunque también se encuentra en las zonas de cultivo. Está amenazado por la pérdida de hábitat, especialmente en su área de invernada.